# 爱上电视传媒
爱上电视传媒（北京）有限公司（CHINA IPTV，对外呼号中国IPTV），是中国中央电视台旗下的新媒体公司，由央视国际网络无锡分公司和百视通合资运营，与中国电信、中国联通等战略合作，是中国大陆唯一独大的IPTV集成播控总平台。其注册资本为人民币5000万元：其中央视方出资2750万元人民币、占注册资本的55%；百视通出资2250万元人民币、占注册资本的45%。
中国IPTV前身为中国网络电视台旗下的CCTV-IP电视，随后改称为中国广电IPTV一段时间；但由于中国广电于2014年被广电总局注册为第四家电讯运营商，故于2016年改为“中国IPTV”。

## 电视频道
- 關於CCTV-3，請見「中国中央电视台综艺频道」。
- 關於CCTV-5，請見「中国中央电视台体育频道」。
- 關於CCTV-5+，請見「中国中央电视台体育赛事频道」。
- 關於CCTV-6，請見「电影频道 (CCTV-6)」。
- 關於CCTV-8，請見「中国中央电视台电视剧频道」。
- 關於网际协议的第6版，請見「IPv6」。
- 關於呼和浩特广播电视台开办的足球频道，請見「足球频道」。

IPTV3+、5+、6+、8+是由中国中央电视台下属的爱上电视传媒有限公司制作的面向IPTV播出的轮播频道。

### 节目内容
该四套轮播频道分别以中国中央电视台综艺频道、体育频道、电影频道、电视剧频道为主的节目。
因响应国家广播电视总局、中华人民共和国国家版权局和中央卫星电视传播中心下发的明文规定，中国中央电视台综艺频道、体育频道、电影频道、电视剧频道直播信号归有线电视所有（含“户户通”三代机及以上直播卫星运营商），IPTV不得传送3、5、6、8四个实时直播频道，亦不得以任何形式延时播出。但为了应对IPTV观众的需求，该四套轮播频道定位为央视3、5、6、8四套节目的“精编版”轮播频道，即对央视3、5、6、8四个频道基础上重新编排节目播出，左上角加挂“IPTV3+”、“IPTV5+”、“IPTV6+”、“IPTV8+”矩形蓝白相间的台标，分别遮盖原有央视台标（其中IPTV5+会因为部分赛事原CCTV-5台标往右挪而显露），并且使用“中国网络电视台”的直播的标清频道线路（右上角显露“CNTV”标志，2017年改为“央视网”水印）。在重新编排的时候去除广告时段，并额外插上其他频道或平台相关的对应定位题材节目。
- IPTV3+：所编排的节目当中不仅是CCTV-3节目，还会包含央视其他频道的精选综艺节目。
- IPTV5+：所编排的节目当中除CCTV-5日常赛事节目外，亦会包含CCTV-5+（体育赛事频道）的赛事节目，以及其他非CCTV-5直播的体育赛事，依然实行直播、轮播合二为一，当遇到热点赛事时会在轮播频道中插入实时转播的最新赛事，待直播结束后继续轮播其他日常赛事，同时在休赛期还会对经典赛事进行回顾，以及播放体育专题片。
- IPTV6+：会在维持播出CCTV-6节目的基础上，再包含IPTV平台其他采集的电影资源，以及中国中央电视台科教频道《第10放映室》的电影栏目。
- IPTV8+：会在维持播出CCTV-8节目的基础上，再包含中国中央电视台综合频道白天和晚间热播的电视剧，以及IPTV平台其他采集的剧集资源。

### 收视情况
即使中央卫传下达规定IPTV不得传送3、5、6、8四个频道且不得任何形式延时播出，但依然有大部分IPTV运营商不理禁令依然传送上述四个频道，虽然在重要国际赛事关键场次举行期间，中央卫传亦会不定期对IPTV进行安全大检查，然而大部分地方这些频道亦会销声匿迹。随后，全国大多省份地区开始传送该四个频道的“IPTV定制精编版”。
其重点原因在于，随着全国各个地方有线电视在不断改革，但依然会因为频道运营量和资费高昂而导致有线电视不断流失。近年来，因应中国电信带头策略，三大电讯运营商均开始“百兆宽带送IPTV”策略，导致IPTV用户不断增长。故爱上传媒和各电讯运营商（实则上直播频道服务均由各省市广播电视台的新媒体中心集成播控，并于各地电讯运营商对接）的“打擦边球”决策，均为考虑各IPTV用户观众的利益而下的对策。
而在境外卫星运营商方面，原108.2Ku波段的“南星”运营商原来存在过CCTV-3、5、6、8四个频道的，于11月11日下线，然而却于11月28日上线了该四个频道的对应精编版本，即盗播IPTV信源上的“IPTV3+、5+、6+、8+”，后又下架。
由于临近2018年国际足联世界杯时，中央广播电视总台更是发布声明，未经中央广电总台书面授权，任何机构或个人不得在中国大陆地区通过互联网、IPTV、互联网电视、各类应用软件以直播、延迟播出、点播、轮播、下载或剧场院线播放、公共场所播放等其他任何方式使用2018年世界杯比赛的音视频节目内容、广播电视信号或任何相关素材。之后，央视旗下“爱上传媒”服务开设了“爱上世界杯”专区，并针对各省市IPTV陆续对接并上线落地了“燃烧的足球”轮播频道。但部分省级IPTV已经开始授予央视爱上传媒提供的3、5、6、8实时直播信号，右下角加注“中国IPTV”水印。

## 运营方面
除了提供近百条直播频道线路外，还会提供多元化点播内容。其中“爱看专区”即为“央视网”提供的央视节目点播资源，右上角均有“CCTV.com”水印（一些年份已久的栏目还会保留旧版的“CNTV”水印）。另外在央視春晚、世界杯、奥运会外也会提供“爱上XXX”的专区点播。
而在轮播频道方面，提供了近40条轮播频道，内容依然为“央视网”提供的近年热播栏目进行定位化剪辑滚动播出。还会提供央视3、5、6、8节目的精编版。轮播频道的台标最初为“CCTV-IP电视”的白色勺子台标，自改组成立爱上电视传媒后，台标不是各自设计的对应频道定位的台标就是蓝白相间的矩形台标。这些轮播频道方面视情况进行选传，但一些省级广电新媒体若拥有自己的IPTV轮播频道的话，则一般不提供爱上传媒的轮播频道。
自2018年俄罗斯世界杯开始，为进一步加强著作权保护和避免对手运营商广电网络造成的各种版权风波，目前由爱上电视传媒运营的直播频道当中，中国中央电视台综合频道、体育赛事频道高清信号右下角均统一加注“中国IPTV”水印，有时CCTV-1高清版右上角会加注央视网“CCTV.COM”水印，另外央视全套公共免费标清频道亦会在右上角加注央视网“CCTV.COM”水印，实际上自“CCTV-IP电视”时期一直都是如此（但有些省市广电新媒体因自己透过国干网接收或继承使用百视通信源的CCTV-1高清信号及所有央视标清频道的，则为无水印画面）。爱上传媒亦经营了央视3、5、6、8四套节目的高标清实时直播信号，右下角加注“中国IPTV”水印，照顾些IPTV发展成熟的省份以造福观众，不必要因为该四套频道再另行缴纳有线电视收视费用和另外安装“户户通”卫星的，又避免再度遭受有线电视的官司冲击而造成的巨大风险。实际上，央视下属单位除了中广影视通过有线电视收取通道费外，又从爱上传媒里头通过三大运营商IPTV收取通道费用，经营双丰收。爱上传媒还同时经营中数传媒、鼎视传媒的标清付费频道以便再度双丰收，根据当地省情及版权管理制度等政策实行。
2019年8月1日，因应前CCTV-7军事·农业频道拆分为新CCTV-7国防军事频道和CCTV-17农业农村频道，爱上总平台于当日7时将原CCTV-7高标清信源统一切入到新国防军事频道的频道系统。

## 注脚
1. ↑  电影频道不属于央视，仅是使用央视的品牌与标志